# Ellen Gandy
Pour les articles homonymes, voir Gandy.
Ellen May Gandy, née le 15 août 1991 à Bromley, est une nageuse australienne d'origine britannique, spécialiste de papillon.

## Carrière
En 2009, elle bat le record d'Europe du 200 m papillon détenu par Otylia Jędrzejczak lors des championnats de Grande-Bretagne.

## Palmarès

### Championnats du monde
- Championnats du monde 2011 à Shanghai (Chine) :
  -  Médaille d'argent du 200 m papillon.

### Championnats d'Europe
- Championnats d'Europe 2008 à Eindhoven (Pays-Bas) :
  -  Médaille d'argent du relais 4 × 200 m nage libre.

- Championnats d'Europe 2010 à Budapest (Hongrie) :
  -  Médaille de bronze au 100 m papillon.

### Jeux du Commonwealth
- Jeux du Commonwealth 2010 à Delhi (Inde) : 
  -  Médaille d'argent au 100 m papillon.
  -  Médaille d'argent du relais 4 × 100 m quatre nages.
  -  Médaille de bronze au 200 m papillon.